# Thelcticopis cuneisignata
Thelcticopis cuneisignata là một loài nhện trong họ Sparassidae.
Loài này thuộc chi Thelcticopis. Thelcticopis cuneisignata được Pater Chrysanthus miêu tả năm 1965.